# Gustave Kahn

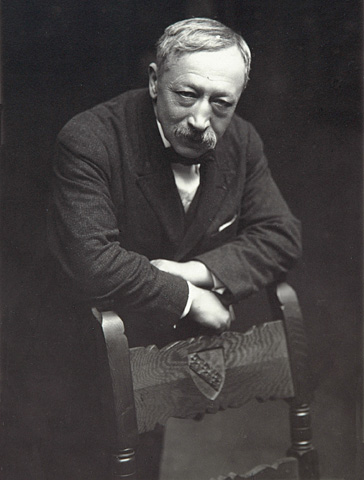
Gustave Kahn

Gustave Kahn (Metz, 21 december 1859 - Parijs, 5 september 1936) was een Franse dichter.
Gustave Kahn wordt tot de symbolisten geteld. Zijn boekje Symbolistes et décadents over de geschiedenis van het symbolisme had invloed op de beweging en de waarneming ervan bij het grote publiek. Naast gedichten schreef hij essays, romans en dramastukken. Deze publiceerde hij vaak in La Vogue, La Revue Indépendante, La Revue Blanche en Le Mercure de France. La Vogue werd in 1886 door Gustave Kahn, Jean Moréas en Paul Adam opgericht. Gustave Kahn introduceerde het "vers libre" in Frankrijk en wordt vaak als de grondlegger van deze dichtvorm beschouwd. Maria Krysinska, die als dichteres en zangeres actief was in de kring van Le Chat Noir, maakt hem deze titel strijdig. Hij bezocht de bijeenkomsten van de dichtende "Hydropathes" (1878-1880), toen deze in 1881 ophield te bestaan en uiteenviel in "Les Hirsutes" en "Le Chat noir" was hij met Jules Laforgue te vinden bij deze laatsten; het literair café "Le chat noir" lag in Montmartre.
Tussen 1881 en 1884 reisde Gustave Kahn rond in Noord-Afrika. Hij bleef na terugkeer in Parijs, maar vertrok eind 1889 naar Londen. Hier trouwde hij met Elisabeth Dayre, en ze vestigden zich snel erna in Brussel. Pas in 1895 keren ze terug naar Frankrijk. Tijdens de Dreyfus-affaire neemt Gustave Kahn het op voor de onterecht beschuldigde. Het door de Dreyfus-affaire opgewekte antisemitisme deed zijn vrouw Elisabeth besluiten tot het jodendom te converteren. Daarbij veranderde zij haar naam Elisabeth in Rachel. 
In het maatschappelijke debat trad hij op de voorgrond met betrekking tot het anarchisme, feminisme, socialisme en zionisme. In 1894 verdedigde Gustave Kahn zijn vriend, de dichter Félix Fénéon, tegen de aanklacht van anarchisme.
Grote invloed heeft Gustave Kahn uitgeoefend op o.a. de dichters Charles Laforgue en Charles Cros. Kahn werd op zijn beurt beïnvloed door Stéphane Mallarmé. Gustave Kahn voerde een omvangrijke correspondentie met uiteenlopende personen zoals Max Liebermann, Edmond Deman, Gabriel Fabre en de Nederlandse schrijver Frans Erens.
De componist Charles Loeffler zette werk van Gustave Kahn op muziek.

## Belangrijkste werken
- Palais nomades (1887)
- Les Chansons d'amant (1891)
- Domaine de fée (1895)
- La Pluie et le beau temps (1896)
- Limbes de lumières (1897)
- Le Livre d'images (1897)
- Premiers poèmes (1897)
- Le Conte de l'or et du silence (1898)
- Les Petites Ames pressées (1898)
- Le Cirque solaire (1898)
- Les Fleurs de la passion (1900)
- L'Adultère sentimental 1902
- Symbolistes et décadents 1902
- Odes de la « Raison » 1902 herdrukt bij de Editions du Fourneau 1995
- Contes hollandais 1903
- La Femme dans la caricature française 1907
- Contes hollandais (deuxième série) 1908
- La Pépinière du Luxembourg 1923
- L'Aube enamourée 1925
- Mourle 1925
- Silhouettes littéraires 1925
- La Childebert 1926
- Contes juifs 1926 herdrukt bij « Les Introuvables » 1977
- Images bibliques 1929
- Terre d'Israël 1933
- Les origines du symbolisme 1936

## Citaat
Les Paons
Se penchant vers les dahlias,
Des paons cabraient des rosaces lunaires,
L'assouplissement des branches vénère
Son pâle visage aux mourants dahlias.
Elle écoute au loin les brèves musiques
Nuit claire aux ramures d'accords,
Et la lassitude a bercé son corps
Au rythme odorant des pures musiques.
Les paons ont dressé la rampe ocellée
Pour la descente de ses yeux vers le tapis
De choses et de sens
Qui va vers l'horizon, parure vermiculée
De son corps alangui.
En l'âme se tapit
le flou désir molli de récits et d'encens.
- Bibsys: 90379265
- Bibliothèque nationale de France: cb122765827 (data)
- Catàleg d'autoritats de noms i títols de Catalunya: 981058521093906706
- CiNii: DA0304416X
- Digitale Bibliotheek voor de Nederlandse Letteren: kahn002
- Gemeinsame Normdatei: 118776576
- International Standard Name Identifier: 0000 0001 0872 0836
- Library of Congress Control Number: n81035527
- Base Léonore: LH//1393/46
- Nationale Bibliotheek van Tsjechië: ola2003175058
- Nationale bibliotheek van Australië: 35257129
- Nationale Bibliotheek van Israël: 987007518913705171
- Nationale en Universitaire bibliotheek Zagreb: 000033319
- Nederlandse Thesaurus van Auteursnamen: 074908014
- Réseau des bibliothèques de Suisse occidentale: 02-A003438281
- LIBRIS: 328604
- SNAC: w6863n62
- Système universitaire de documentation: 031578136
- Trove: 885071
- Union List of Artist Names: 500320320
- Virtual International Authority File: 14831609
- WorldCat: E39PBJht667mHhGwT9TPFqdWjC